# سیارک ۱۲۳۰۹
سیارک ۱۲۳۰۹ (به انگلیسی: 12309 Tommygrav، نامگذاری:1992DD3) دوازده هزار و سیصد و نهمین سیارک کشف شده‌است که در ۲۵ فوریه ۱۹۹۲ کشف شد.
قدر مطلق سیارک برابر ۲۰.۴ است.